# Ниязбеков, Рафаэль
Рафаэль Ниязбеков (24 марта 1943, Таласский район, Жамбылская область — 20 сентября 2021) — казахский поэт, писатель. Заслуженный деятель Казахстана (2013). Лауреат Международной литературной премии «Алаш».

## Биография
Родился 24 марта 1943 года в селе Тамабек Таласского района Жамбылской области. Происходит из племени ысты.
В 1961 году после окончания средней школы поступил на службу в Таласскую районную газету «Путь Ленина».
В 1967 году работал на Казахском радио в литературной редакции, в 1971—1977 годы в журнале «Звезда».
В 1978 году окончил филологический факультет Казахского государственного университета им. С. М. Кирова.
С 1977 года по настоящее время был редактором издательства «Жазушы».
В последние годы занимался творческими работами.

## Творчество
Первым произведением поэта был сборник стихов «Жду день мой», опубликованный в 1969 году.
Выпустил поэтические сборники:
- «Жду день мой» (1969),
- «Алатау и Каратау» (1971),
- «Полярная звезда» (1973),
- «Сквозь огонь» (1975),
- "Лик земли (1977),
- Гордость : Стихи / Рафаэль Ниязбеков. — Алма-Ата : Жазушы, 1980. — 107 с.; 17 см.
- Жетиген : Стихи / Рафаэль Ниязбеков. — Алма-Ата : Жазушы, 1990. — 205 с.; 20 см; ISBN 5-605-00699-1
- Устремились ввысь горы мои : Стихи / Рафаэль Ниязбеков. — Алма-Ата : Жазушы, 1983. — 110 с.; 16 см.
- Дуб на ветру : Стихи / Рафаэль Ниязбеков; [Худож. Ж. Касымханов]. — Алма-Ата : Жалын, 1989. — 166,[1] с. : ил.; 17 см; ISBN 5-610-00452-7 : 65 к.

Сборники повестей и рассказов:
- «Старший в доме» (1978),
- Стужа : Повести / Рафаэль Ниязбеков. — Алма-Ата : Жалын, 1981. — 286 с.; 17 см.
- Хозяин очага : Повести, рассказы. Пер. с каз. / Рафаэль Ниязбеков. — Алма-Ата : Жалын, 1985. — 246 с.; 17 см.

Романы:
- Красный дом : Роман / Рафаэль Ниязбеков. — Алма-Ата : Жазушы, 1986. — 396,[2] с. : портр.; 21 см.

Перевел на казахский язык стихи М. Румянцевой, А. Чепурова, К. Туйорского и других поэтов нашей страны.
Поэма Рафаэля Ниязбека «Ичкерия» воспевает героизм чеченских собратьев, борющихся за свободу и независимость своей родины. Автор, горячо сочувствуя высокому патриотическому духу своих бывших земляков, вместе с тем скорбно оплакивает тяжелые жертвы и лишения, вызванные войной.
Рафаэль Ниязбеков также писал в прозе. Его повести «Отагасы», «Январь», «Кызгуш кус» и романы «Красный дом», «Каменный Бог» и др.
В книге «Кыдыр гумыр», изданной в 2002 году, описана стихами жизнь Д. А. Кунаева.

## Награды и звания
- Лауреат премии имени И.Жансугурова Союза писателей Казахстана
- Награждён орденом Чеченской Республики «Честь Нации» (чечен. Орден «Къоман Сий», Orden «Qoman Siy»)
- Государственная премия Чеченской Республики
- Лауреат Международной литературной премии «Алаш»
- * Указом Президента Республики Казахстан от 8 декабря 2006 года награждён медалью «Ерен Еңбегі үшін» (За трудовое отличие)[4]
- золотая Есенинская медаль (Россия)
- Указом Президента Республики Казахстан от 9 декабря 2013 года награждён почетным званием «Заслуженный деятель Республики Казахстан» За заслуги перед государством за культурное развитие страны.[5]
- Неоднократно обладатель государственной и президентской стипендии Республики Казахстан в области культуры.[6][7][8]
- 2020 (3 декабря) — Орден «Парасат»[9]